# Bartłomiej Radziejewski
Bartłomiej Radziejewski (ur. 10 maja 1984 w Lublinie) – polski politolog, publicysta i eseista. Dyrektor i założyciel thinzine’u i wydawnictwa „Nowa Konfederacja”.

## Życiorys
Absolwent politologii na Uniwersytecie Marii Skłodowskiej Curie w Lublinie oraz studiów doktoranckich na Uniwersytecie Kardynała Stefana Wyszyńskiego w Warszawie. 
Pierwsze doświadczenia zawodowe zdobywał w Polskim Radiu i w „Rzeczpospolitej” Pawła Lisickiego, później był wicenaczelnym portalu Fronda.pl i redaktorem kwartalnika „Fronda”. Publikował też m.in. w „Gazecie Polskiej”, "Dzienniku Gazecie Prawnej", „Gościu Niedzielnym”, „Polsce The Times”, "Arcanach", „Super Expressie”, „Znaku”.
Założył i w latach 2010–2013 kierował kwartalnikiem „Rzeczy Wspólne”.  
W 2013 założył tygodnik „Nowa Konfederacja” (który następnie przekształcił się w miesięcznik i thinkzine), którego dyrektorem jest do dziś. 
W okresie 2015-17 współtwórca i szef think tanku Centrum Analiz Klubu Jagiellońskiego. 
W 2020 roku założył wydawnictwo Nowej Konfederacji.

## Publikacje
Książki własne
- Nowy porządek globalny. Mocarstwa, średniacy i niewidzialne siły kierujące światem, Wydawnictwo Nowej Konfederacji, Warszawa 2023[1]

- Między wielkością a zanikiem. Rzecz o Polsce w XXI w., Wydawnictwo Nowej Konfederacji, Warszawa 2020[2]